# Катравож
Катравож — село в Приуральском районе Ямало-Ненецкого автономного округа России.

## География
Посёлок расположен на левом берегу Оби в устье р. Собь.
Расстояние до районного центра села Аксарка — 81 км, до окружного центра города Салехард — 34 км, до столицы города Москва — 1731 км, до аэропорта Салехарда — 38 км.
Ближайшие населенные пункты: Пельвож — 26 км, Салехард — 34 км, Вырвош — 34 км

## Население
| 1989 | 2002 | 2010 | 2011 | 2012 | 2013 |
| ---- | ---- | ---- | ---- | ---- | ---- |
| 777  | ↗824 | ↘771 | ↗772 | ↗784 | ↘782 |
| 2014 | 2015 | 2016 | 2017 | 2018 | 2019 |
| ↗788 | ↘787 | ↘763 | ↗781 | ↘776 | ↗779 |
| 2021 |      |      |      |      |      |
| ↗860 |      |      |      |      |      |

## Название
В переводе с хантыйского языка Катравож — «Старый город».

## История
С 2005 до 2021 гг. образовывало сельское поселение село Катравож, упразднённое в 2021 году в связи с преобразованием муниципального района в муниципальный округ.

## Транспорт
В период навигации рейсы Салехард — Катравож осуществляются компанией «Северречфлот» на теплоходе «Фарман Салманов». В зимний период действует зимник «Лабытнанги — Катравож».

## Экономика
Посёлкообразующим предприятием является рыболовецкое предприятие «Святогор», где работают многие жителей посёлка.

## Инфраструктура
Энергоснабжение посёлка осуществляется от автономной модульной газодизельной электростанции.
Улицы села:
- Рабочая
- Лесная
- Маслова
- Хуторская
- Набережная
- Школьная
- Новая
- Зверева
- Советская